# Max Russo
Pour les articles homonymes, voir Russo.
Maximilian Jerry « Max » Russo est un personnage fictif issu de la série Les Sorciers de Waverly Place, interprété par Jake T. Austin. Il est le petit frère d'Alex et de Justin et, comme eux, il est un sorcier en apprentissage. Il croque la vie à pleines dents et lui arrive de se retrouver fréquemment dans des situations rocambolesques, mais n'entrainant jamais de conséquences catastrophiques. Il est particulièrement naïf, mais montre parfois de nombreux signes d'intelligence. Il aide souvent Alex dans ses différentes farces contre Justin. 
Pendant une grande partie de la saison 4, il est en tête de la compétition familiale des sorciers pour la famille Russo. En effet, Justin et Alex ont été rétrogradés après avoir chacun à leur tour « exposé la magie » au monde entier. Il devient une petite fille, Maxine (Bailee Madison), pendant plusieurs épisodes à cause d'un sort qu'ont jeté simultanément Justin et Alex, ce qui lui permettra de rencontrer Talia, dont il tombe amoureux. Sous les traits de Maxine, il vante ses propres qualités, qui attirent l'attention de la jeune fille. Ils ont une aventure lorsqu'il récupère son apparence normale.

## Maxine
Maxine est la forme sous laquelle se trouve Max après avoir été transformé dans l'épisode 5 de la  saison 4. Elle a conservé des pouvoirs de sorciers et se comporte comme un garçon, pratiquant le karaté au même niveau que Max. Harper tente d'en faire une amie mais elle la fuit. Elle se lie d'amitié avec Talia. L'actrice jouant Maxine est Bailee Madison.